# Károly Lotz
 Der er for få eller ingen kildehenvisninger i denne artikel, hvilket er et problem. Du kan hjælpe ved at angive troværdige kilder til de påstande, som fremføres i artiklen.

Károly Lotz (også Karl Anton Paul Lotz, 16. december 1833 i Bad Homburg vor der Höhe — 13. oktober 1904 i Budapest) var en tysk-ungarsk historie- og genremaler.
Lotz voksede op i Pest (del af det nuværende Budapest, hvor han begyndte sin kunstneriske karriere. Han flyttede senere til Wien, hvor han bl.a. blev kendt for sine portrætter og nøgenbilleder.
Han blev ansat som professor ved flere kunstakademier i Budapest og blev udnævnt til æresmedlem af Akademiet for malerkunst i Wien.